# Juraj Červenák
Juraj (Ďuro) Červenák, pseudonym Thorleif Larssen (* 16. června 1974 Žiar nad Hronom, Československo) je slovenský spisovatel. Je znám jako úspěšný autor fantasy děl, filmový recenzent a redaktor časopisů Fantázia, Pevnost a DVD mag, často se objevuje na nejrůznějších conech.
Proslul hlavně knihami o barbaru Conanovi, černokněžníku Roganovi, bohatýrovi Iljovi Muromcovi a o českém legendárním hrdinovi Bivojovi. Prakticky všechny jeho knihy vyšly z komerčních důvodů v češtině.
Po úspěšné sérii Dobrodružství kapitána Báthoryho začal v Pevnosti vycházet jeho román na pokračování Chřestýš Callahan a brána duchů.
V současné době žije ve východoslovenské metropoli Košice, kde pracuje jako spisovatel a publicista na volné noze.

## Dílo

### Conan
- Conan a stíny Hyrthu (Saga, 1994) – vydáno pod pseudonymem George Callahan
- vydáno pod pseudonymem Thorleif Larssen
  - Conan nelítostný (Brokilon, 2000)
  - Conan a svatyně démonů (Brokilon, 2002)
  - Conan a dvanáct bran pekla (Brokilon, 2004)

### Černokněžník
- Tetralogie o Roganovi
  - Černokněžník – Vládce vlků (Wales, 2003) – 1. díl
  - Černokněžník – Radhostův meč (Wales, 2004) – 2. díl
  - Černokněžník – Krvavý oheň (Wales, 2005) – 3. díl
  - Černokněžník – Válka s běsy (Wales, 2006) – 4. díl (sbírka povídek)
- Černý Rogan
  - Zlato Arkony 1 (Brokilon, 2012)
  - Zlato Arkony 2 (Brokilon, 2013)
  - Přízraky na Děvině (Brokilon, 2016)
- Povídky a novely
  - Mŕtvi striebro nepotrebujú (Fantázia 1/1998)
  - Na piaď chlap, na lakeť brada (Fantázia 5/1998)
  - Nad temným hrobom zelený očí svit (Ikarie 7/1999)
  - Krvavý oheň, biely oheň (Fantázia 5/1999)
  - Z posvátné vody zrozená (Pevnost 1/2002)
  - Keď vyjde slnko nad Zoborom (Fantázia 2/2003) – novela
  - Kapka krve (antologie Legie nesmrtelných,Fantom print, 2006)
  - Věrozvěsti (Kámen a krev, Brokilon, 2010)
  - Krvavá panna a Velký zlý vlk (antalogie Čas hrdinov II (Sk), Artis Omnis, 2019)

### Bohatýr
- Trilogie Bohatýr
  - Bohatýr I. – Ocelové žezlo (Wales, 2006),
  - Bohatýr II. – Dračí carevna (Wales, 2007),
  - Bohatýr III. – Bílá věž (Wales, 2008),
- Novely
  - Černé srdce (v antologii Čas psanců, Triton, 2004)
  - Doupě řvoucí smrti (Pevnost, 2005)

### Bivoj
- Bivoj I. – Běsobijce (Brokilon, 2008),
- Bivoj II. – Válečník (Brokilon, 2008),
- Bivoj a vládce stříbrného šípu - (Pevnost 12/2006) - novela
- Bivoj (Brokilon, 2016), obsahuje novelu Vládce stříbrného šípu a romány Bivoj běsobijce a Bivoj válečník.

### Dobrodružství kapitána Báthoryho
- Pentalogie
  - Strážcové Varadínu, (Brokilon, 2009),
  - Brány Irkally, (Brokilon 2010),
  - Ďáblova pevnost, (Brokilon 2011),
  - Železný půlměsíc, (Brokilon 2015),
  - Hradba západu (Slovart 2018).
- Povídky
  - Pekelníci (upravená povídka Hrdlorez pro sbírku Kámen a Krev, Brokilon, 2010)

### Stein a Barbarič
Série dobových detektivek o vyšetřování zločinů za vlády Rudolfa II. Habsburského na přelomu 16. a 17. století s prvky hororu a mysteriózního dobrodružného románu.
- Mrtvý na Pekelném vrchu (Argo 2014),
- Krev prvorozených (Argo 2014),
- Ohnivé znamení (Argo 2015).
- Ďábel v zrcadle (Argo 2016)
- Vlk a dýka (Argo 2017)
- Les přízraků (Argo 2019)
- Les prízrakov (Slovart 2019)

### Samostatné knihy
- Sekera z bronzu, rouno ze zlata (Brokilon, 2009),
- Kámen a krev (Brokilon, 2010), hrdinové z románových cyklů autora se vracejí ve sbírce povídek a novel.
- Chřestýš Callahan (Brokilon, 2013), fantasy western.
- Legendy Zlatého mesta (Daphne, 2014), príbehy a mýty Banskej Štiavnice

### Povídky
- Oko netvora temnot (v antologii Oko netvora temnot, Saga, 1996)
- Na piaď chlap, na lakeť brada... (antologie Fantázia 7/1998)
- Sila viery (v antologii Je dobré být mrtvý, Rigor Mortis, 2000)
- Daždivá noc v Boot Hille (Fantázia 2/2001)
- Hrdlorez (Fantázia 3/2003)
- Za Hronom temný les… (ve zborníku Ovacon, Fantom Print, 2004)
- Strážce hvozdu (antologie Písně temných věků, Triton, 2005)
- Kámen a krev (antologie Orbitální šerloci, Mladá fronta, 2006)
- Turkobijce (antologie Memento mori, Triton 2009)
- Profíci (antologie Fantastická 55, Hydra, 2013)

### Novely
- Mark Stone – Svatá válka (Ivo Železný, 2006) – příběh z české série o agentu Marku Stoneovi
- vydáno pod pseudonymem Thorleif Larssen
  - Olgerd – Meč z Thormarenu (Saga, 1993)
  - Tollrander – Klenot zakletého čaroděje (Saga, 1994) – román

### Komiksy
- Tyrgor – Tajomné stretnutie (Bublinky 12/1992)
- Vladnar Nesmrteľný (Fantázia 1/1999, 2/1999) – scénář komiksu